# Cupuladria monotrema
Cupuladria monotrema is een mosdiertjessoort uit de familie van de Cupuladriidae. De wetenschappelijke naam van de soort is voor het eerst geldig gepubliceerd in 1884 door Busk.